# Lettomania
Lettomania è un film italiano del 1976 diretto da Vincenzo Rigo.

## Trama
Milano: Giulio è un ragazzo italiano che non ha ancora trovato la propria strada. Il padre, che da due anni sarebbe già potuto andare in pensione, lavora in una banca con la speranza di cedere il posto al figlio che, tuttavia, mentre sogna invano di diventare un concertista, suona il pianoforte in un locale notturno e vive insieme a Max, non meno disadattato di lui. Max è perennemente in cassa mutua, trascura il posto che ha presso il Genio Civile per fare dei servizi fotografici, disgraziatamente sottopagati. L'unica squallida realtà di Giulio e Max in grado di appagarli è quella di avere rapporti focosi con le giovani donne libertine che riescono a rimediare.
In occasione di un servizio fotografico a Londra, Max fa la conoscenza di Dora, una giovane donna italiana, sposata con lo scrittore anziano Bertrand Tiller. La donna è decisamente bella e sensuale ma anche un po' annoiata, mentre il ragazzo è rimasto affascinato da lei e intende sedurla. Nel corso di una vacanza a Roma, Dora stabilisce un infruttuoso legame basato sulla passione con Giulio: quest'ultimo vorrebbe realmente fare l'amore con lei, ma non si sente ancora pronto per questa avventura. Quando la donna torna dal marito, Giulio e Max tentano di entrare rispettivamente in banca e in ufficio; quindi si accordano per un'altra fallimentare avventura prendendo parte a una corsa automobilistica.

## Colonna sonora
La colonna sonora del film, composta da Franco Campanino, è stata pubblicata dall'etichetta discografica Aris nell'LP intitolato Lettomania (Colonna sonora originale), in cui viene eseguita dalla Panama Red Orchestra, che aveva già eseguito la colonna sonora del film Fango bollente, e in seguito inciderà la colonna sonora del film Napoli si ribella, entrambe composte anch'esse da Campanino.